# Пасош Јужне Осетије
Пасош Јужне Осетије је јавна путна исправа која се држављанину спорне републике Јужне Осетије издаје за путовање и боравак у иностранству, као и за повратак у земљу.
За време боравка у иностранству, путна исправа служи њеном имаоцу за доказивање идентитета и као доказ о држављанству Јужне Осетије.

## Језици
Пасош је исписан руским језиком као и личне информације носиоца.